# Sant'Aniano dei Ciabattini
Sant'Aniano dei Ciabattini, även benämnd Sant'Anigro, var en kyrkobyggnad i Rom, helgad åt den helige Aignanus av Orléans. Kyrkan var belägen i rione Ripa, vid Strada delle Carrozze (dagens Via Luigi Petroselli). ”Ciabattini” syftar på skomakare, vars skrå innehade kyrkan.

## Kyrkans historia
Kyrkan var ursprungligen helgad åt Jungfru Maria. Utöver detta vet man tämligen litet om kyrkans tidiga historia, då uppgifterna är osäkra och motstridiga.
Påve Sixtus IV (1471–1484) lät restaurera kyrkan. År 1612 överlåts kyrkan åt Compagnia degli Scarpinelli, skomakarnas skrå. Två år senare, 1614, lät skrået utföra en ny restaurering och helgade då kyrkan åt sitt skyddshelgon, den helige Aignanus av Orléans. Kyrkan hade ett skepp och tre altaren.

## Rivning
Kyrkan exproprierades av den italienska staten 1870 och skrået tvingades lämna den. Kyrkan dekonsekrerades och lämnades att förfalla. År 1936 revs den och andra byggnader för att ge plats åt den byggnad som nu hyser Ufficio Tecnico – Comune di Roma.

## Bilder

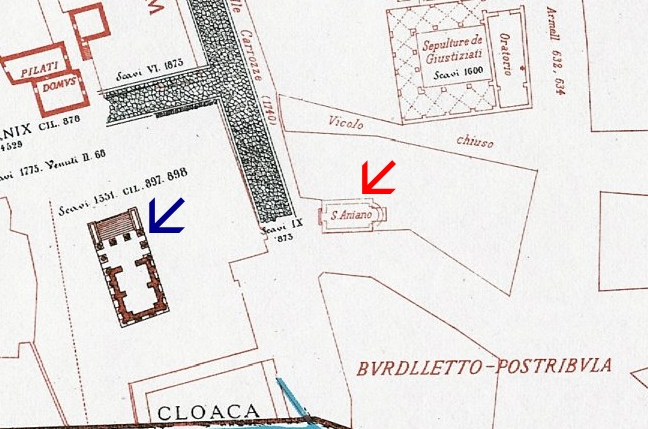
Sant'Aniano dei Ciabattini (vid den röda pilen) på Rodolfo Lancianis Rom-karta från 1893–1901. Den blå pilen anger Portunustemplet.